# Kievskij Ëgan
Il Kievskij Ëgan (in russo Киевский Ёган?) è un fiume della Siberia centrale, in Russia, affluente di destra dell'Ob'. Scorre nell'Aleksandrovskij rajon dell'Oblast' di Tomsk.

## Descrizione
Il Kievskij Ëgan ha una lunghezza di 339 km e il suo bacino è di 4 140 km². Il fiume, estremamente tortuoso, scorre attraverso zone paludose, e nella sua parte inferiore ci sono molti laghi. Sfocia nel canale Kievskaja (проток Киевская) sul lato destro dell'Ob'.
Non ci sono insediamenti lungo il fiume.